# Wilhelm August Lay
'Wilhelm August Lay   (Bötzingen, 30 de juliol de 1862 - Karlsruhe, 9 de maig de 1926) va ser un pedagog alemany que formà part del moviment de l'Escola Activa. Fou l'iniciador, juntament amb Ernst Meumann, de la pedagogia experimental.

## Biografia
Tot i que estava destinat a portar la granja familiar, finalment August Wilhelm Lay va ser mestre com ell volia. Estudià a l'escola preparatòria de Gengenbach i posteriorment a l'Escola de Magisteri de Karlsruhe, de confessió mixta que acollia alumnes protestants i catòlics. Exercí de mestre d'educació primària a Schriesheim. Aconseguí una excedència per continuar formant-se a l'Escola la Politècnica de Karlsruhe. Allà s'especialitzà en el camp de les matemàtiques i les ciències. Posteriorment prosseguí estudis a la Universitat de Friburg. En aquesta ciutat treballà de mestre en una escola primària.
A vint-i-quatre anys va decidir introduir l'òptica i el bagatge científics adquirits a la pràctica educativa. Així inicià la tasca d'intentar determinar científicament els processos psicològics i els requisits fisiològics durant l'aprenentatge escolar mitjançant observacions sistemàtiques. Qüestió a la qual dedicà el gruix de la seva vida. Els resultats de les seves observacions revolucionaven la didàctica i obtingueren un ressò important en el món educatiu. Els seus plantejaments es difongueren per Europa i els Estats Units. El 1903 es doctorà amb una tesi sobre pedagogia experimental a la Universitat de Halle
A l'obra pedagògica de Lay, a més de les seves aportacions didàctiques, també té ben present a la manera de Georg Kerschensteiner, la força de les influències socials. Per això defensà que el desenvolupament i l'aprenentatge humà s'ha de produir dins el que anomenà una "comunitat de vida". On primerament els educands s'ocupin de la seva formació personal i de les interrelacions socials.
De les experiències amb els seus alumnes de Karlsruhe van eixir obres destacades com Experimentelle Didaktik (Didàctica experimental) de 1903 i Experimentelle Pädagogik (Pedagogia experimental) de 1908. La traducció d'aquesta darrera obra es publicà a Barcelona el 1928 i assolí tres edicions.

## La pedagogia experimental
Per a Lay la pedagogia experimental ha de basar-se a emprar els mètodes rigorosos de la recerca científica. Especialment de l'observació, l'estadística i l'experimentació. Els seus plantejaments didàctics es fonamenten en l'estudi de les accions i reaccions del medi sobre els educands. Tant el medi biològic i natural com el social i cultural. Basant-se en aquest punt de vista, també cal assenyalar la renovació que portà a terme en els camps de la didàctica de l'ortografia i les ciències naturals.
Els plantejaments experimentals d'August Wilhelm Lay i els d'Ernst Meumann foren recollits a la revista Die Experimentelle Pädagogik que ambdós fundaren. Publicació que mostra com Lay s'inclina vers la "investigació pragmàtica" i Meumann és el principal impulsor de la "investigació bàsica empírica". Enfocaments que serien seguits i ampliats per Éduard Claparède, Alfred Binet, Jean Piaget o Alexandre Galí entre d'altres.

## Obres
- Methodik des naturgeschichtlichen Unterrichts (Metodologia de l'ensenyament de la història natural), 1892.
- Experimentelle Didaktik (Didàctica experimental), 1903.
- Experimentelle Pädagogik (Pedagogia experimental),1908.
- Die Lebensgemeinschaftsschule (L'escola comunitària), 1927.